# Sebastian Kucharski
Sebastian Kucharski herbu Zagłoba – łowczy wieluński w latach 1682–1688, pisarz grodzki piotrkowski w 1671 roku, marszałek sejmiku w Szadku w 1671 roku.
Poseł sejmiku szadkowskiego na drugi sejm 1666 roku.